# Opatija
Opatija [ɔˈpatija] (italienisch: Abbazia [abbat'tsia], deutsch: Sankt Jakobi) ist ein Seebad an der Kvarner-Bucht im Nordosten der Halbinsel Istrien im Nordwesten Kroatiens. Politisch ist es eine Stadt in der Gespanschaft Primorje-Gorski kotar. Einst war es mondänes Seebad und Winterkurort der Donaumonarchie.

## Geografie
Opatija liegt am Fuß des Učka-Gebirgsmassivs direkt am Nordwestufer der Kvarner-Bucht, im äußersten Nordosten der Halbinsel Istrien etwa 18 km westlich von Rijeka. Der Kurort ist von einer üppigen subtropischen Vegetation umgeben.

## Stadtgliederung
Das Gebiet der Stadt Opatija umfasst heute zehn statistisch abgegrenzte Siedlungen, nämlich den zentralen Ort Opatija sowie Dobreć, Ičići, Ika, Mala Učka, Oprič, Pobri, Poljane, Vela Učka und Veprinac.
Das alte Fischerdorf Volosko, das in der Vergangenheit die bedeutendste Siedlung auf dem Gebiet des heutigen Opatija war, wird heute nicht mehr als eigenständige Ortschaft gezählt, sondern als Teil der Ortschaft Opatija.
Politisch existieren elf Mjesni odbori (MO, Ortsvertretungen) mit dem Status einer juristischen Person, davon fünf für Teilgebiete der zentralen Ortschaft Opatija und sechs für die kleineren Ortschaften:
- Für Teile der Ortschaft Opatija: MO Volosko-Belveder, MO Centar, MO Vasanska-Punta Kolova, MO Tošina und MO Kosovo.
- MO Ičići für die Ortschaft Ičići.
- MO Poljane für die Ortschaft Poljane.
- MO Veprinac–Učka für die Ortschaften Veprinac, Gornje Selo (Mala Učka) und Vela Učka.
- MO Ika–Oprič für die Ortschaften Ika und Oprič.
- MO Dobreć für die Ortschaft Dobreć.
- MO Pobri für die Ortschaft Pobri.[2]

## Name
Im deutschen Sprachraum kann der deutsche Name Sankt Jakobi als ausgestorben angesehen werden. Lange Zeit wurde die italienischsprachige Bezeichnung Abbazia (für Abtei) noch fast so häufig verwendet wie der kroatische Name Opatija. Ursache dürfte sein, dass der Ort in den letzten Jahrzehnten der Donaumonarchie offiziell den italienischsprachigen Namen Abbazia trug. Inzwischen hat sich allerdings der heutige Name Opatija auch in deutschen Texten weitgehend durchgesetzt. Er leitet sich von der kroatischen Bezeichnung für Abtei ab.

## Geschichte
Zwischen 1422 und 1431 gründeten Benediktinermönche aus der friulanischen Abtei St. Peter in Rosazzo das kleine Kloster Abbazia San Giacomo al palo („Abtei Sankt Jakob am Stöckchen“), das bald unter den häufigen Einfällen der Türken und Venezianer zu leiden hatte. 1560 übernahmen die Augustiner von Rijeka und 1723 die Jesuiten des Fiumaner Seminars die Abtei. Nach der Aufhebung des Jesuitenordens 1783 wurde der größte Teil der Klostergründe an Private verkauft. Zu Beginn der 1840er-Jahre kaufte der Holz- und Weizenhändler Iginio Scarpa (1794–1866) aus Rijeka das Terrain rund um das Abteigebäude und errichtete neben einem Park eine Sommerresidenz, die er nach seiner im Jahr 1832 verstorbenen Frau Angiolina benannte.

### Kurort

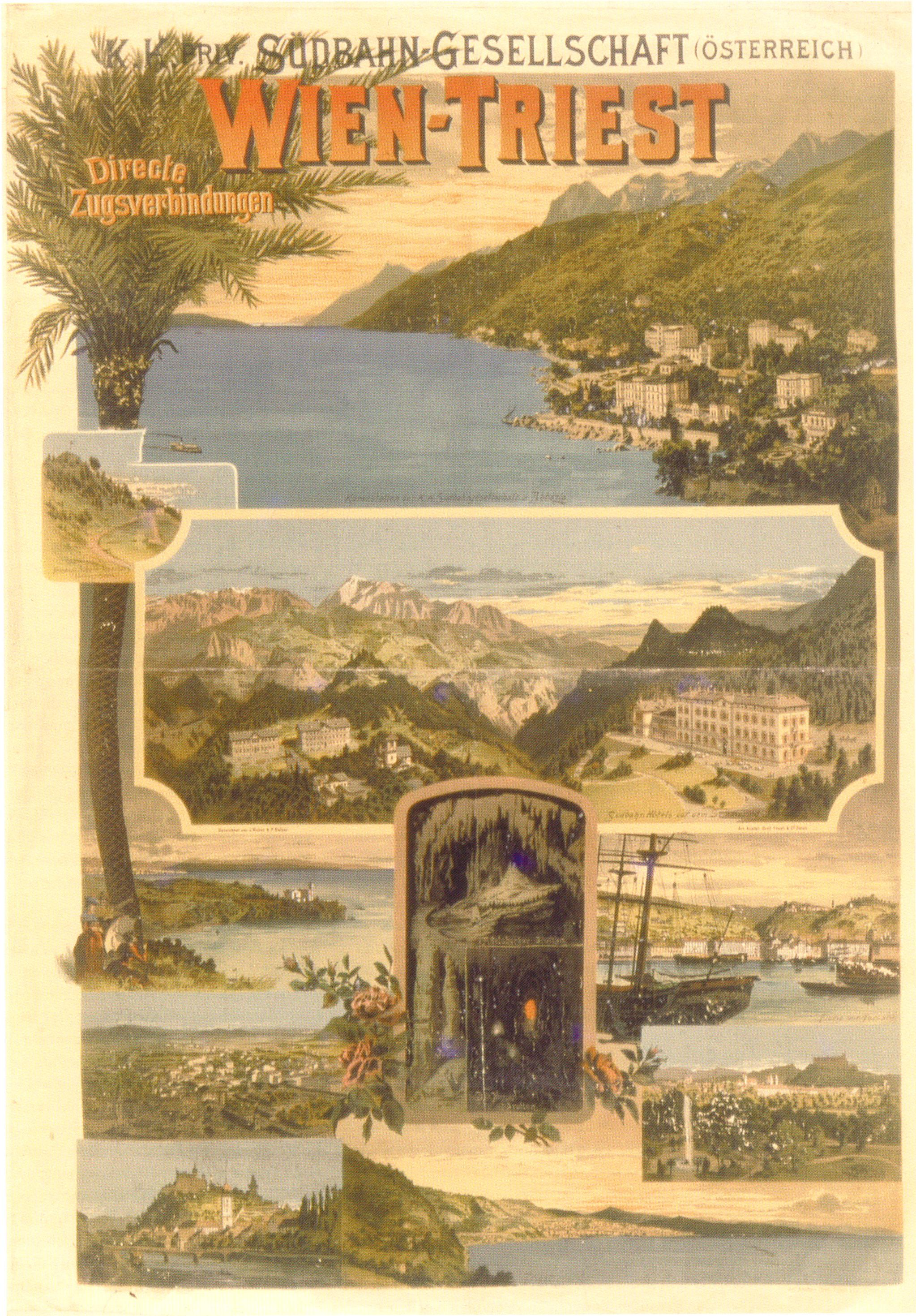
Werbeplakat der Südbahngesellschaft (1898)

Entscheidenden Anteil an dem Aufschwung des Kurortes hatte die österreichische Südbahngesellschaft, deren 1873 eröffnete Zweigstrecke Pivka–Rijeka nahebei verläuft. Bahnstation für Opatija ist Matulji. Unter ihrem Direktor Friedrich Julius Schüler, der auch den Semmering bei Wien zum internationalen Kurort ausbaute, erstand sie 1882 die Villa Angiolina samt den dazugehörigen Parkanlagen und weiteren Baugründen. Unverzüglich wurde mit der Bauplanung begonnen, wobei die berühmten Seebadeorte an der Côte d’Azur wie Monte Carlo, Menton, Nizza oder Cannes als Vorbilder dienten. Schüler, der zuerst einen reinen Hotelbetrieb geplant hatte, entschied sich nach Besprechungen mit den Ärzten Julius Glax, Max Joseph Oertel und Theodor Billroth, die im Oktober 1885 in Opatija stattfanden, für die Schaffung eines Kurorts mit entsprechenden hochklassigen medizinischen Einrichtungen. Julius Glax wurde im Oktober 1887 zum „dirigierenden Arzt der Kuranstalten der k. k. privilegierten Südbahn-Gesellschaft“ und sollte über 30 Jahre lang den Aufstieg Abbazias zum Weltkurort entscheidend mitgestalten.
Der rasche Aufstieg Abbazias ist nicht zuletzt der Solidarität zu verdanken, mit der das Kaiserhaus das Projekt der Südbahngesellschaft unterstützte. Als erstes Mitglied der kaiserlichen Familie besuchte Albrecht von Österreich-Teschen, siegreicher Feldmarschall in der Schlacht bei Custozza (1866), das neue Abbazia im Herbst 1884. Am 27. März 1885 kamen Kronprinz Rudolf von Österreich-Ungarn und seine Gattin Stephanie von Belgien zu einem Kurzbesuch nach Opatija, bei dem Schüler die Erlaubnis erhielt, das zweite, noch in Bau befindliche Südbahnhotel Kronprinzessin Stephanie zu nennen, was die Beliebtheit von Abbazia weiter ansteigen ließ. Der Mittelmeer-Forscher Ludwig Salvator von Österreich-Toskana traf an Bord seiner Yacht Nixe im Frühsommer 1885 am Kvarner (Quarnero) ein und verbrachte dort den Sommer mit landeskundlichen Arbeiten, die er ein Jahr später in seinem Werk Lose Blätter aus Abazia veröffentlichte.

Durch kaiserliches Dekret vom 4. März 1889 wurde Opatija zum ersten heilklimatischen Kurort an der österreichischen Adriaküste erhoben. Hochadel, darunter viele gekrönte Häupter aus ganz Europa, der österreichische Adel und das Großbürgertum machten es zu einem auch international bekannten Seebad. Am 29. März 1894 trafen einander Kaiser Franz Joseph I. und der deutsche Kaiser Wilhelm II. in Opatija. Weitere hochadelige Kurgäste waren Kaiserin Elisabeth von Österreich, die deutsche Kaiserin Auguste Viktoria, König Carol I. und Königin Elisabeth von Rumänien, Georg I. von Griechenland, Albert von Sachsen, Wilhelm IV. von Luxemburg, Nikolaus von Montenegro sowie „einem Glück verheißenden Doppelgestirn gleich“ (Lokalpresse) das österreichisch-ungarische Kronprinzenpaar Rudolf und Stephanie.

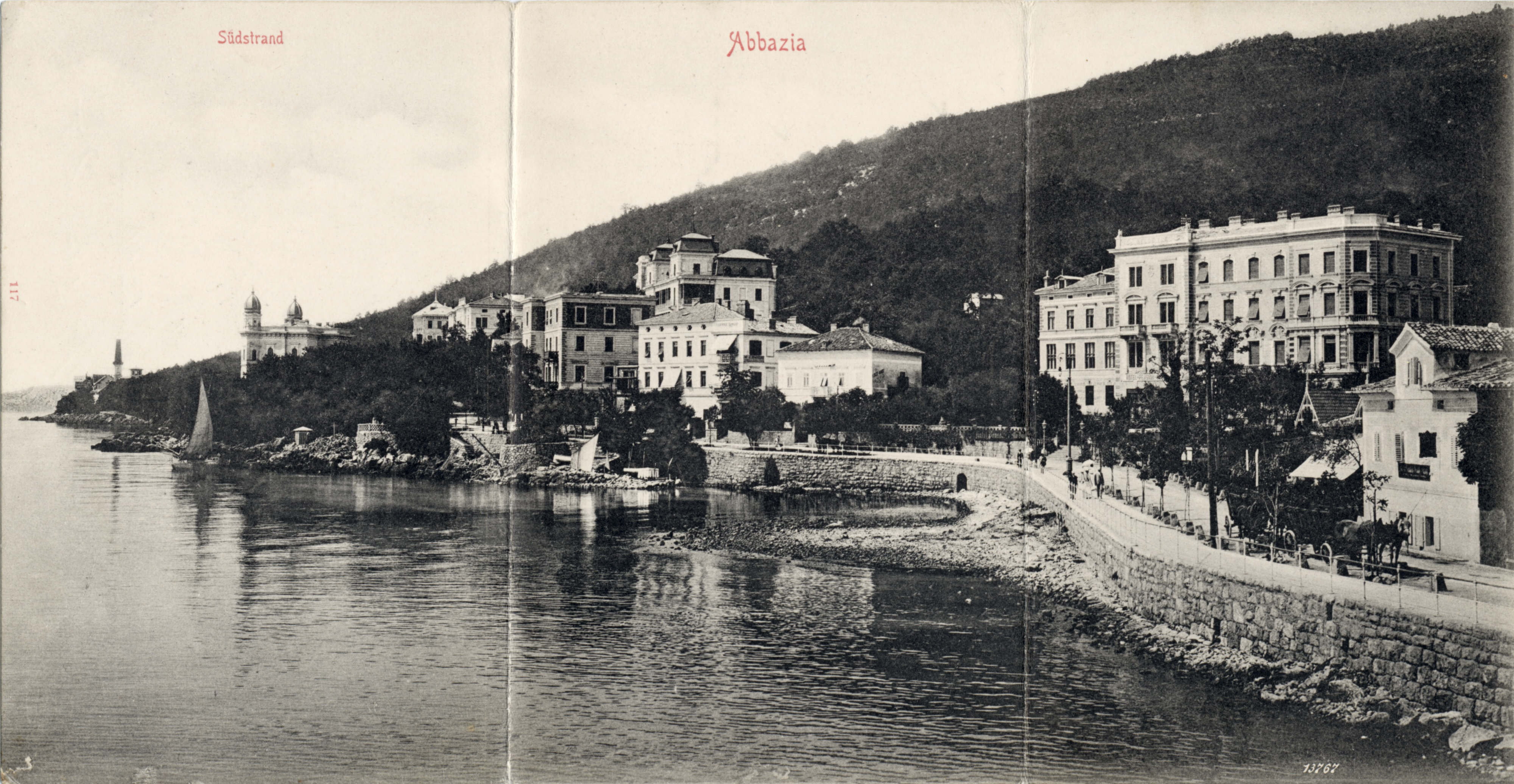
Abbazia um 1902

1897 wurde die Wasserleitung von den Hochquellen des Monte Maggiore (Učka) in Betrieb genommen, die das Problem mit den südlich von Abbazia gelegenen Klara-Quellen beseitigte, die unter gewissen Seewasserständen Brackwasser lieferten. Der 1897 projektierte Bau des Kanalisationsnetzes wurde 1907 fertig gestellt. Waren bis dahin die Kurgäste mit Kutschen vom fünf Kilometer entfernten Bahnhof Opatija-Matulji nach Opatija befördert worden, so führte von 1908 bis 1933 die Abbazianer Elektrische Kleinbahn, eine schmalspurige Überlandstraßenbahn, nach Opatija und weiter bis Lovran.
Ab 1908 forcierte die Kurverwaltung den Bau von einfacheren und preiswerteren Domizilen, um auch anderen sozialen Schichten den Aufenthalt zu ermöglichen. Anders als im ebenfalls österreichischen Seebad Grado in der Grafschaft Görz und Gradisca durften Damen und Herren in den Badeanstalten von Opatija gemeinsam das Meerwasser genießen. Ein umfangreiches Veranstaltungsprogramm mit „Ruder-Disciplinen“, Fechtturnieren, „Pistolenschieß-Konkurrenzen“, Wettschwimmen, Segel-Regatten, täglichen Kurkonzerten sowie Ausflugsfahrten mit Eildampferlinien zu den Küstenstädten und größeren Inseln des Österreichischen Küstenlandes sorgte für Unterhaltung und Kurzweil bei den Kurgästen.

### Nach 1918
Das Ende Österreich-Ungarns, die Übergabe an Italien nach 1918 und an Jugoslawien nach 1945 führten zu einem Abstieg und Niedergang des Kurortes, dessen Fremdenverkehr vor allem in der jugoslawischen Epoche an Qualität verlor. 1932 schrieb die Fürstin Nora Fugger: „Abbazia war ein Winteraufenthalt, wie man ihn sich schöner und angenehmer kaum denken konnte. Heute ist es nicht mehr das, was es im Jahre 1891 war, als ich mehrere Wintermonate dort verbrachte. Damals war die prachtvolle südliche Vegetation vorherrschend, nur zwei schöne, komfortable Hotels, Quarnero und Stephanie, sowie einige elegante Villen leuchteten weiß aus dem satten Grün. Seither hat die Bautätigkeit zugenommen, die schönen Palmen mußten den Neubauten weichen, die üppig wuchernden Ginstersträuche, deren Goldballen so herrlich leuchteten im tiefen Blau des Himmels und der Adria, sind verschwunden – der einstmals so schöne Ort ist kaum wiederzuerkennen – keine grüne Oase mehr – Steine im Steinmeer des öden Karst.“
Seit der Mitte der 1990er Jahre ist wieder ein deutlicher Aufschwung zu bemerken. Vor allem die Grundstücksnachfrage bei österreichischen Gästen und Prominenten steigt kontinuierlich.

## Architektur
Mit seiner Fülle an Architektur im Stil des Historismus ist Opatija das bedeutendste Beispiel eines mondänen Seebades der österreichischen Riviera mit dem architektonischen Flair aus der Zeit der Donaumonarchie. Die Architektur vieler Hotels, Pensionen und Villen trägt Merkmale verschiedener historischer Neostile mit vereinzelten Beispielen des Jugendstils; das mediterrane Aussehen verleihen den vielfach von Carl Seidl errichteten Bauten die gegliederten Fassaden, die Größe und Öffnungen (Balkone, Loggias) sowie die Fassadendekoration. Dazu kontrastiert als einziger, größerer modernerer Bau das aus den 1960er Jahren stammende Hotel Ambasador (Architekt Zdravko Bregovac).
Die Ursprünge des Fremdenverkehrs gehen auf das Jahr 1844 zurück, als der wohlhabende Kaufmann Iginio Scarpa aus Rijeka die nach seiner früh verstorbenen Frau benannte Villa Angiolina als Sommerfrische erbaute. Der Naturliebhaber ließ einen großen Park mit einer Vielzahl exotischer Pflanzen anlegen. Beginnend in den 80er Jahren des 19. Jh. wurde eine Reihe von Grand-Hotels, Pensionen, Villen, Sommerhäusern, Sanatorien („Cur-Häuser“), Pavillons, Badeanstalten, Promenaden und Parks errichtet. Das erste Hotel war 1884 das Hotel Quarnero (heute Hotel Kvarner), unmittelbar danach (1885) entstand das heutige Hotel Imperial (Opatija), damals nach Kronprinzessin Stephanie benannt.

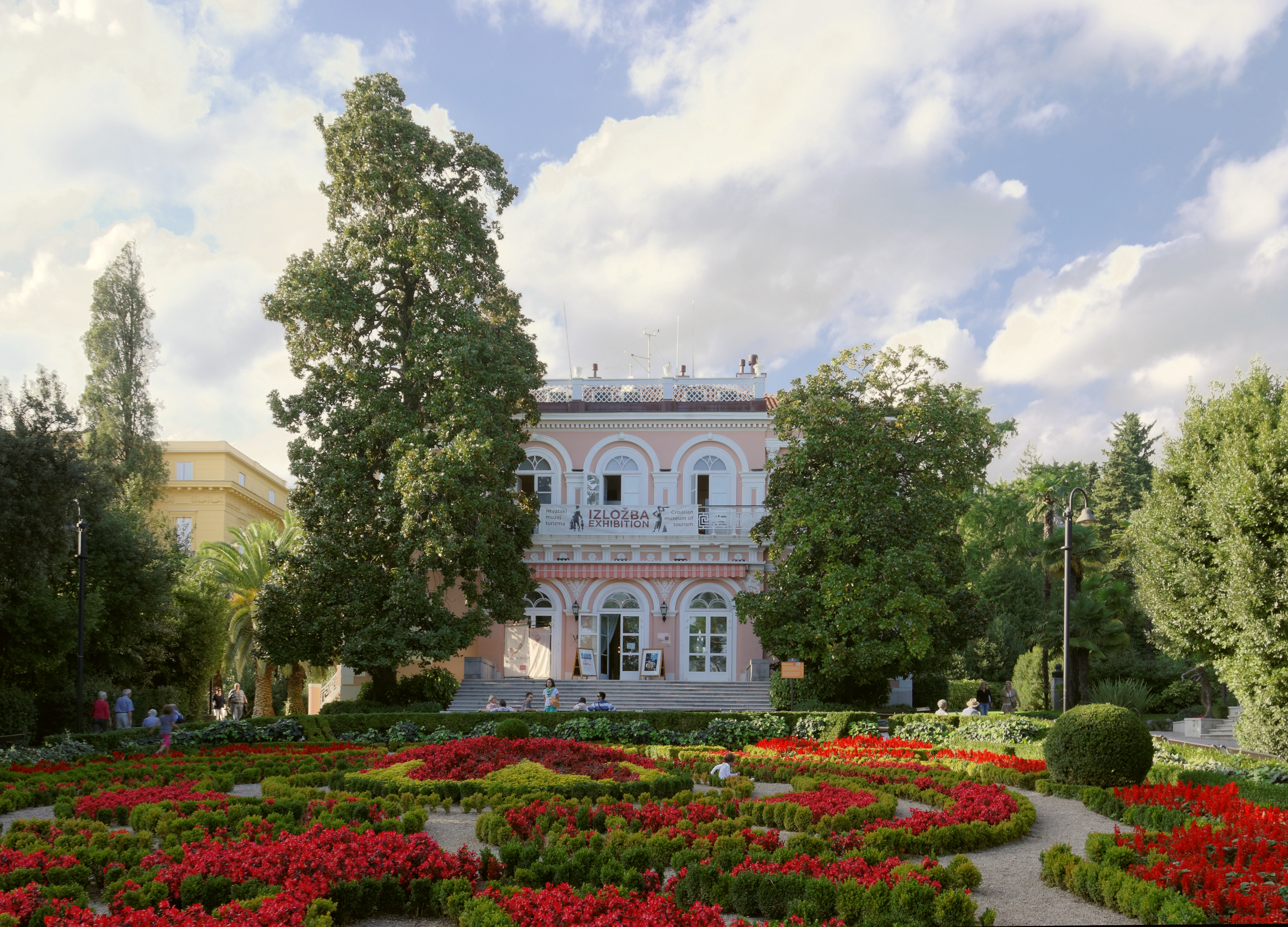
Villa Angiolina
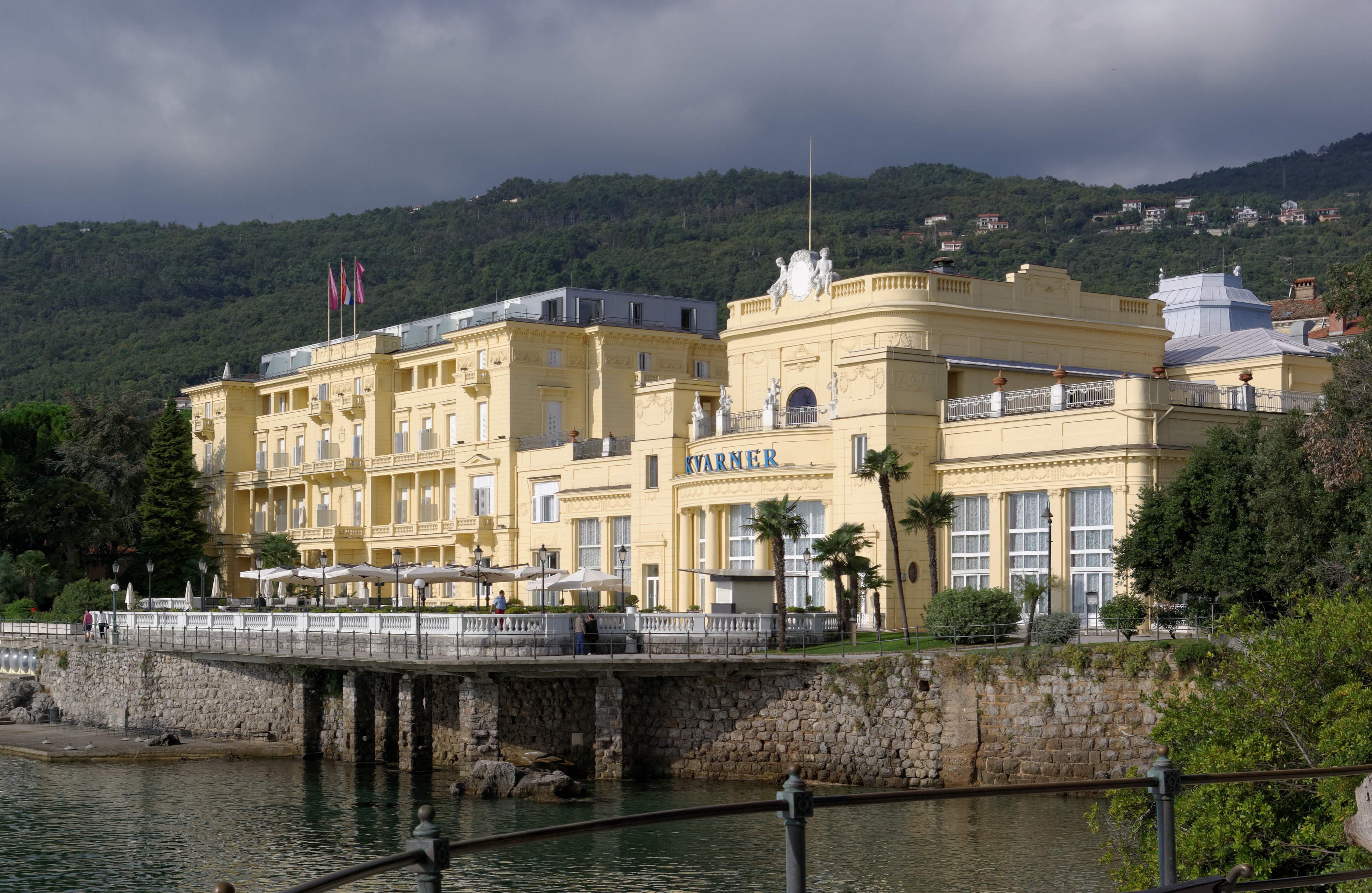
Das 1884 eröffnete Hotel Kvarner ist das älteste Hotel der Ostadria
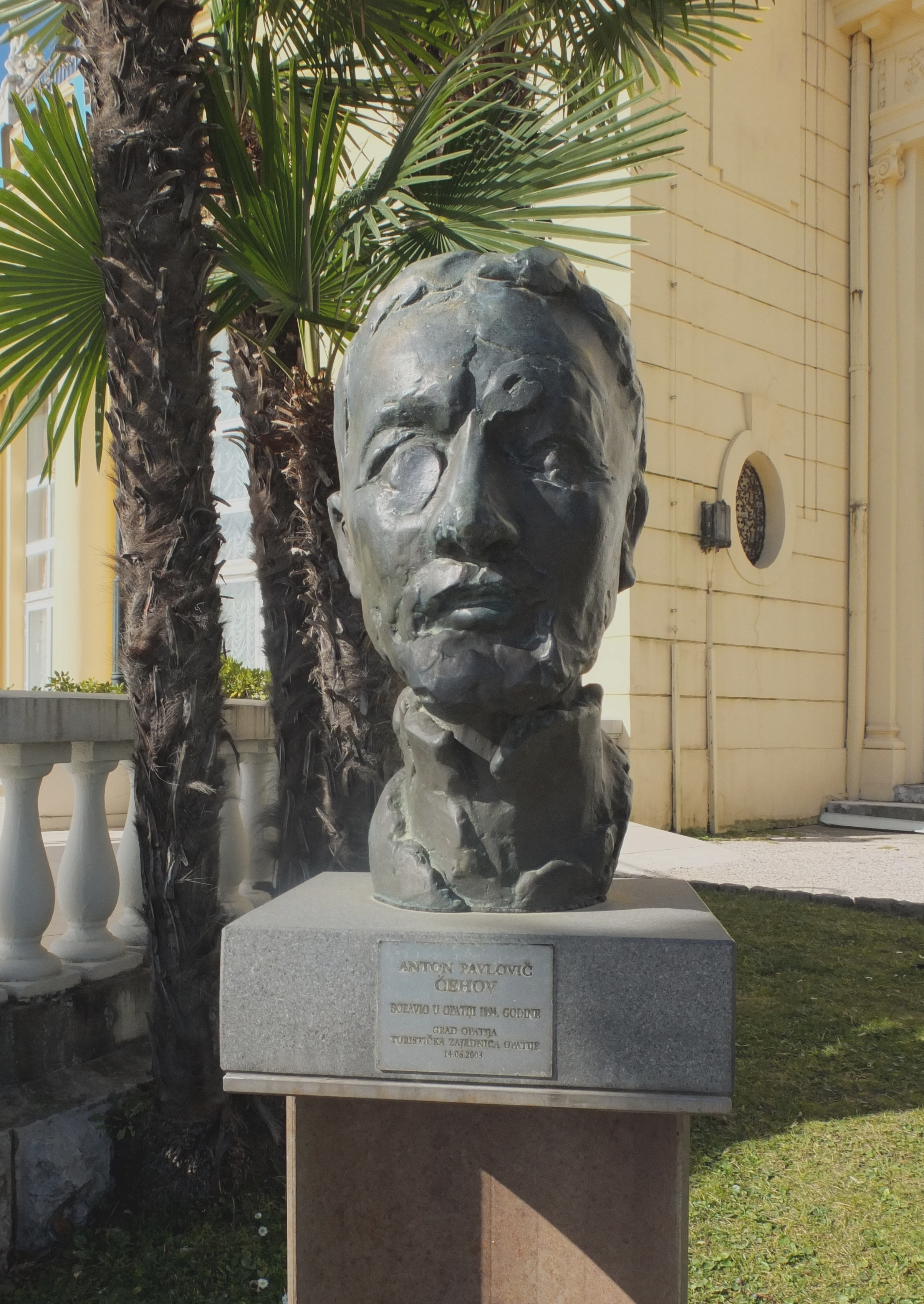
Bronzebüste von Anton Pawlowitsch Tschechow beim Hotel Kvarner
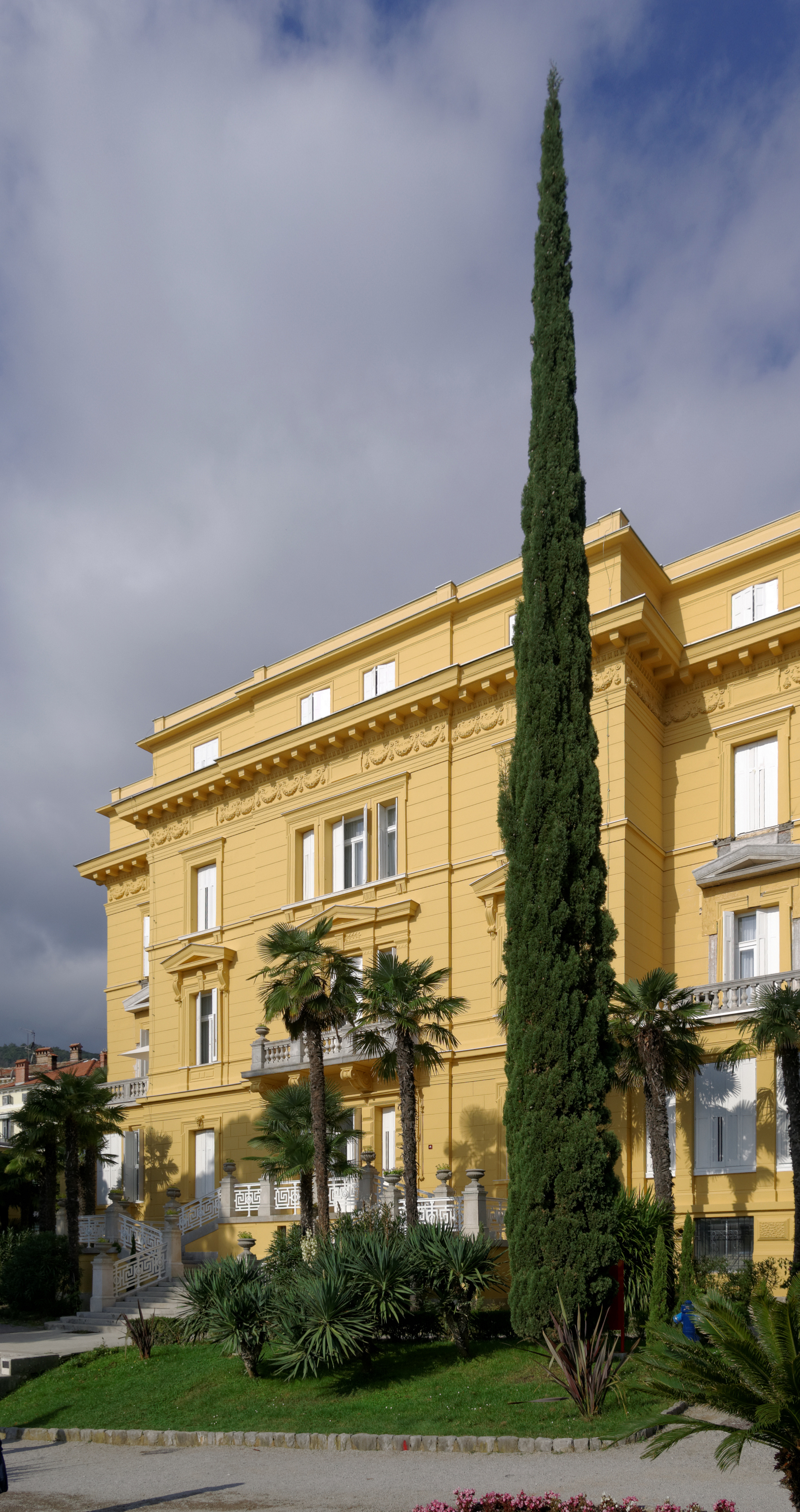
Die 1890 erbaute Imperator-Villa Amalia

## Kultur und Sehenswürdigkeiten

### Franz-Joseph-Promenade

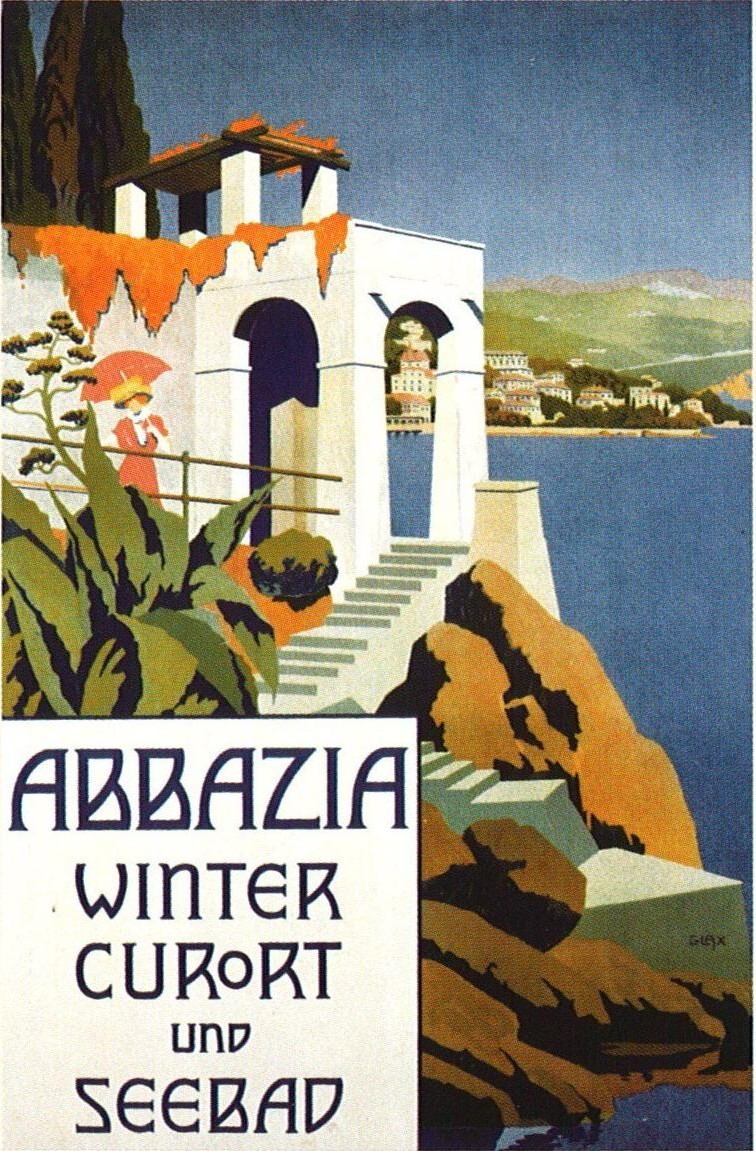
Plakat mit Franz-Joseph-Promenade (1911)

Die 1911 fertiggestellte Franz-Joseph-Promenade (kroatisch: Obalno šetalište Franza Josefa I, auch: Lungomare) ist eine ca. 10 Kilometer lange Uferpromenade von Volosko (Volosca) über Opatija nach Lovran (Lovrana).

### Parks und Strände
Dank der zahlreichen eleganten Villen und Hotels aus der Kaiserzeit sowie der weitläufigen, direkt am Meer gelegenen Parkanlagen sind Opatija und seine Umgebung zu jeder Jahreszeit touristisch gut besucht:
- Der Park Angiolina wurde Mitte des 19. Jahrhunderts rund um die Villa Angiolina angelegt.
- Im kleinen, gepflegten Park Sveti Jakob bei der Abteikirche stehen der „Helios und Selena“-Brunnen sowie die vergoldete Kopie der „Madonna del Mare“ (siehe Sehenswürdigkeiten).
- Der Park Margarita wurde Anfang der 1890er Jahre angelegt und nach Kaiser Franz Joseph I. Franz-Josef-Anlagen genannt. Unter italienischer Herrschaft wurde er in Parco Regina Margherita umbenannt, nach dem Zweiten Weltkrieg wurde er nach dem gefallenen Partisanen Ivo Lola Ribar benannt. Die seit 1996 gültige Bezeichnung erinnert wieder an Margarethe von Italien. Der Park kann als Ausgangspunkt für Waldwanderungen am Šumski put nach Veprinac bzw. auf der nach Carmen Sylva benannten „Promenade“ Šumski šetalište Carmen Sylve genommen werden.

Im Juni 2007 wurden einige Strände Opatijas mit der Blauen Flagge ausgezeichnet, einem Umweltpreis für die Erfüllung strenger Kriterien bei Wasserqualität, Sicherheitsstandards, Serviceleistungen und anderen Umweltauflagen. Es sind dies:
- Plaža Slatina, mit knapp 20.000 Quadratmetern Opatijas größter Strand, direkt im Stadtzentrum.
- Plaža Tomaševac: befindet sich in der Nähe des Hotels Ambasador und besteht vorwiegend aus Sand sowie Stein-Plateaus.
- Plaža Lido in der Nähe des Parks der Villa Angiolina.

### Slatina / Walk of Fame

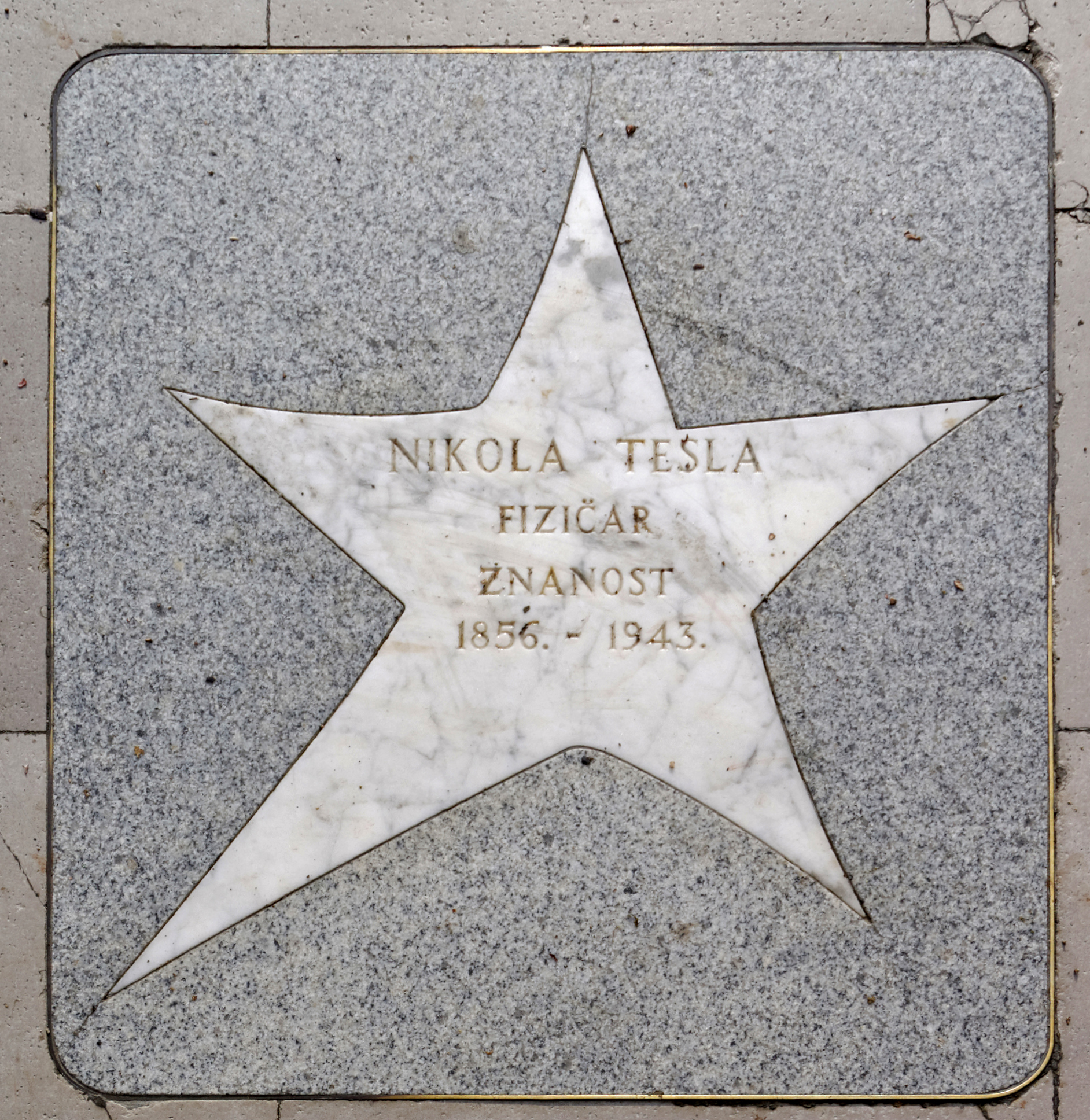
Stern zu Ehren Nikola Teslas auf dem Walk of Fame

In Opatija befindet sich ein kroatischer „Walk of Fame“. Es haben u. a. folgende kroatische Berühmtheiten einen Stern auf der Slatina-Straße: Ivo Robić, Janica Kostelić, Dražen Petrović, Krešimir Ćosić, Oliver Dragojević, Miroslav Krleža, Dragutin Tadijanović, Miroslav Radman und Nikola Tesla.

### Sonstige Sehenswürdigkeiten
- Villa Angiolina (1844/45)
- Der Grundstein der Kirche Mariä Verkündigung wurde 1906 durch den späteren Wiener Erzbischof Franz Xaver Nagl gelegt. Die 10 farbigen Kirchenfenster stammen aus der Tiroler Glasmalerei und Mosaik Anstalt.
- Der „Helios und Selena“-Brunnen aus Carrara-Marmor von Johann Rathausky wurde am 21. September 1889 eingeweiht und bald zu einem der Wahrzeichen Abbazias.[12][13] Ursprünglich stand der monumentale Brunnen in der Mitte des St.-Jakob-Parks zwischen der Meeresküste und dem damals größten Hotel Kronprinzessin Stephanie, seit dem Erweiterungsbau des Hotel Milenij steht er allerdings eher unauffällig am Rande des Parks.
- Die vergoldete Kopie der „Madonna del Mare“ erinnert an das Bootsunglück am Karfreitag, dem 27. März 1891, bei dem der 24-jährige Arthur Kesselstatt und die 40-jährige Anna Fries ums Leben kamen.[14] Das von Johann Rathausky geschaffene Original stand bis 1951 an der Stelle, wo sich nun das „Mädchen mit der Möwe“ befindet. Danach wurde die stark durch das Meer in Mitleidenschaft gezogene Madonna in die Villa Angiolina gebracht.[13]

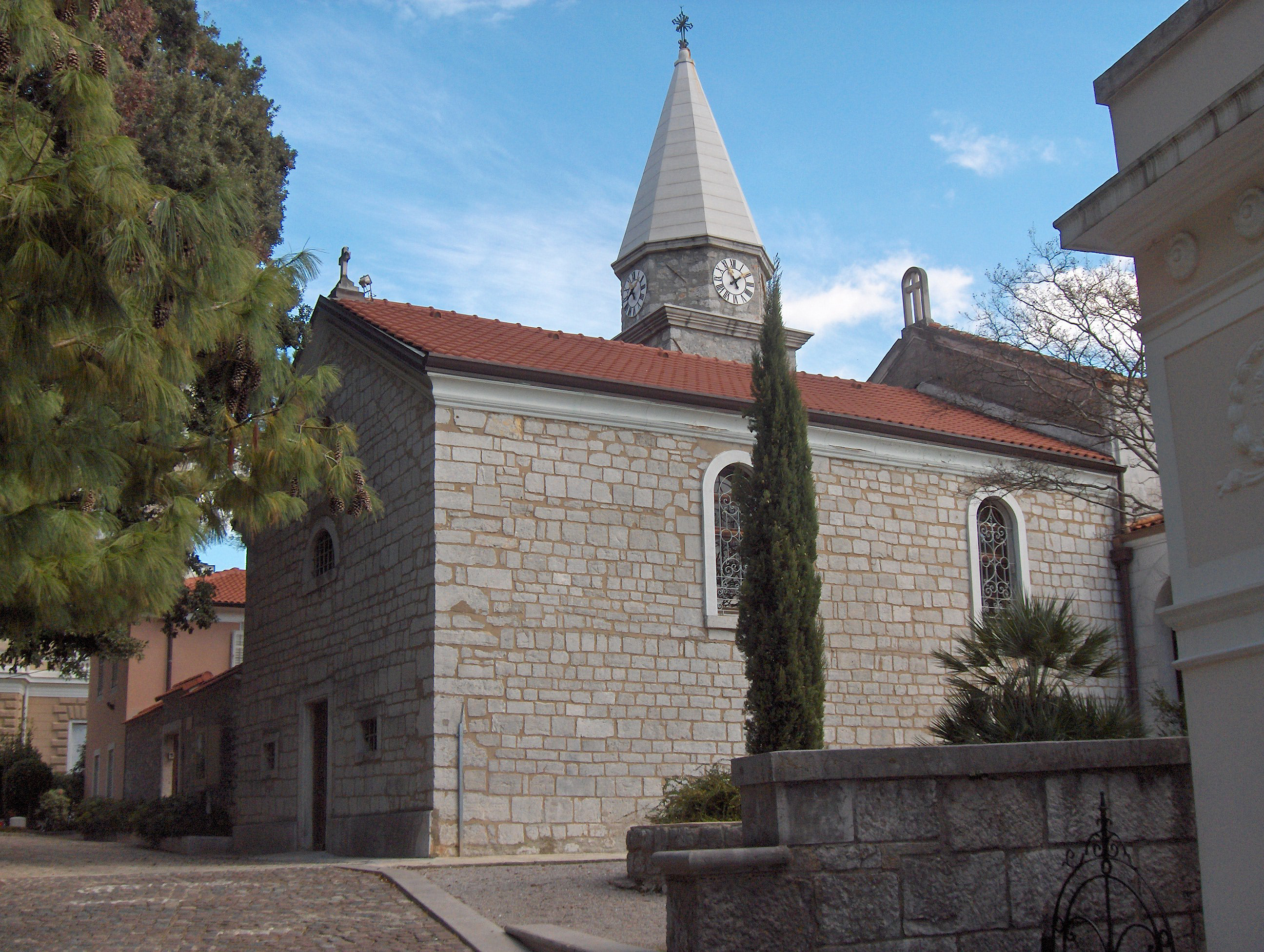
Jakobskirche aus dem 15. Jahrhundert
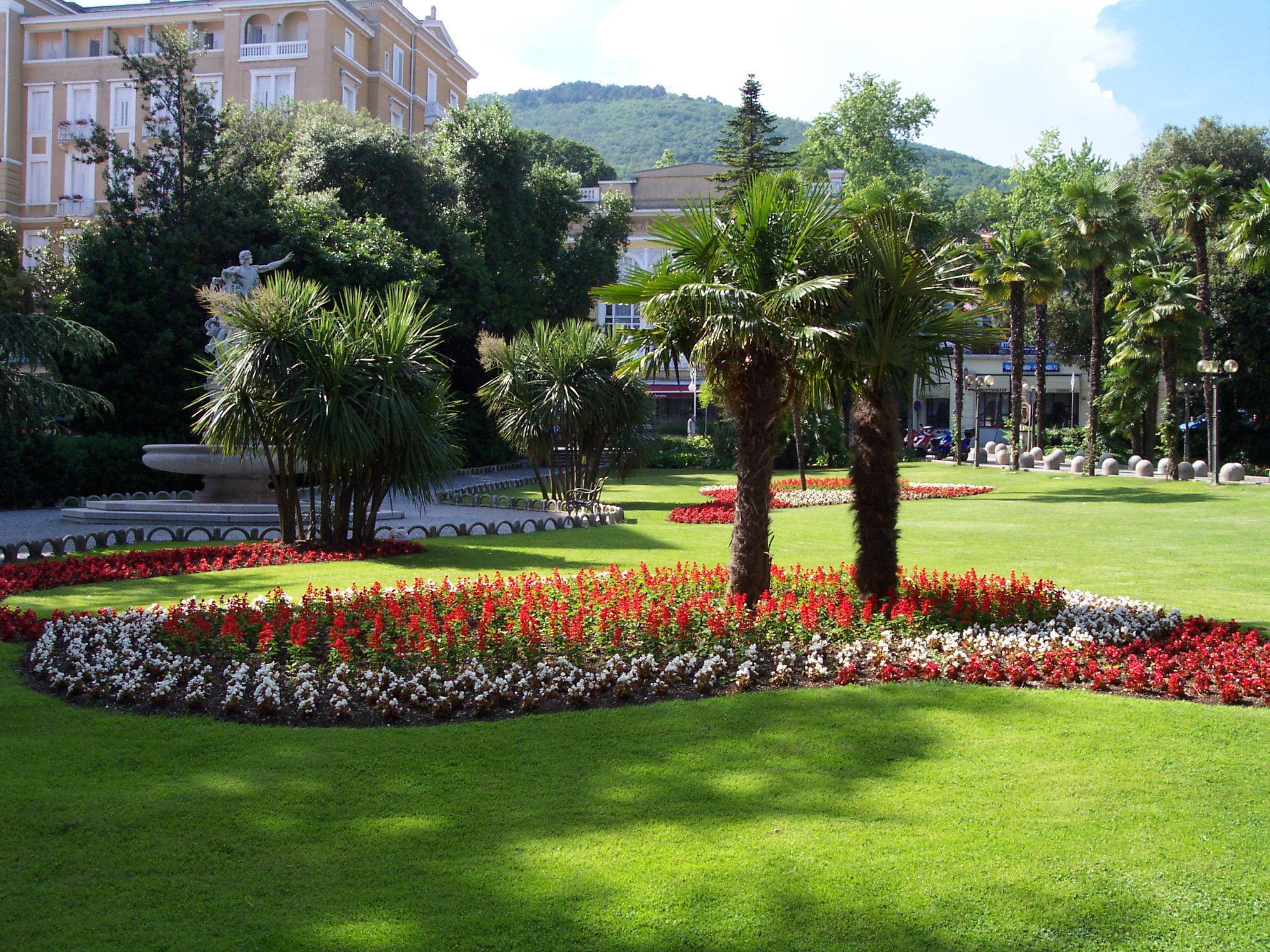
Parkanlage Sv. Jakov mit neobarockem Marmorbrunnen von 1889
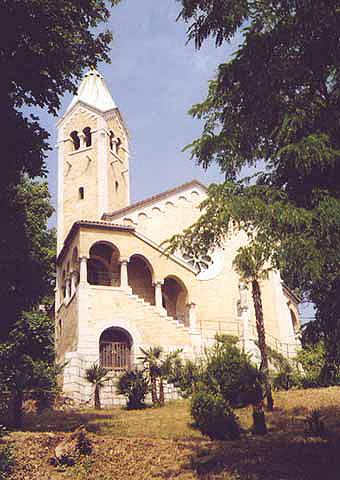
Christuskirche Opatija von 1903/04
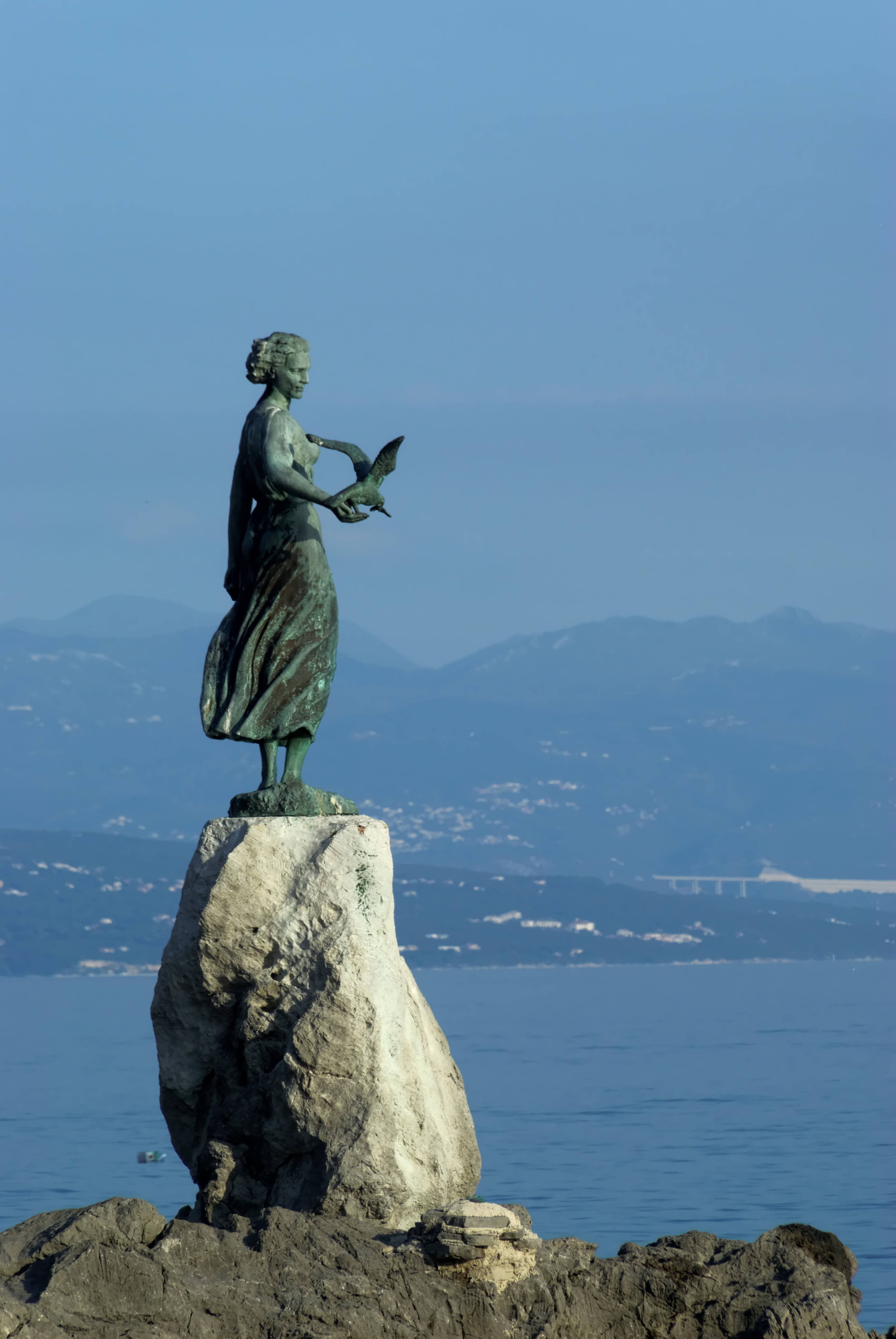
Djevojka s galebom (Mädchen mit Möwe), Wahrzeichen von Opatija
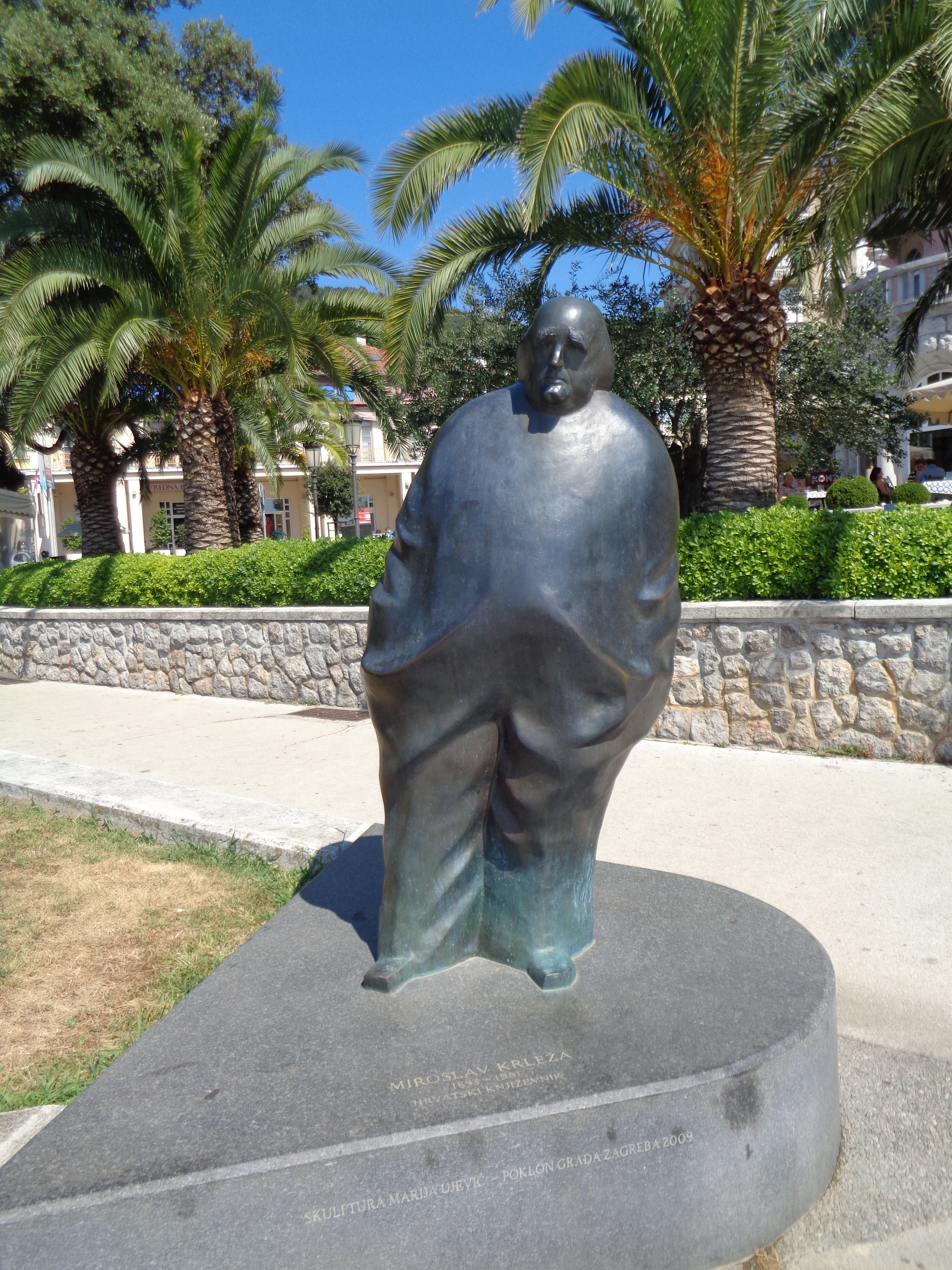
Statue des Schriftstellers Miroslav Krleža in der Stadtmitte

## Sport
Im Osten der Stadt befand sich die Motorsport-Rennstrecke Preluk, die aus öffentlichen Straßen bestand und zwischen 1939 und 1977 genutzt wurde. Unter anderem wurde hier von 1969 bis 1977 der Große Preis von Jugoslawien zur Motorrad-Weltmeisterschaft ausgetragen.

## Städtepartnerschaften
- Castel San Pietro Terme, Emilia-Romagna, Italien
- Carmagnola, Piemont, Italien
- Balatonfüred, Ungarn
- Ilirska Bistrica, Slowenien
- Bad Ischl, Österreich

## Persönlichkeiten
Söhne und Töchter der Stadt:
- Francesco Marani (1850–1934), aus Volosko gebürtiger italienischer Politiker, Abgeordneter des österreichischen Reichsrates und später der italienischen Abgeordnetenkammer und des italienischen Senats
- Andrija Mohorovičić (1857–1936), aus Volosko gebürtiger kroatischer Meteorologe und Geophysiker
- Rikard Katalinić Jeretov (1869–1954), aus Volosko gebürtiger kroatischer Dichter
- Leo Sternbach (1908–2005), US-amerikanischer Chemiker österreich-ungarischer Herkunft, Pharmazeut und Erfinder des Valiums
- Eduard Stolba (1908 – nach 1954), österreichischer Filmarchitekt
- Anita Klinz (1923–2013), italienische Grafikdesignerin
- Robert Gerle (1924–2005), US-amerikanischer Geiger und Musikpädagoge ungarischer Herkunft
- Erich Thenius (1924–2022), österreichischer Paläontologe
- Janez Lenassi (1927–2008), slowenischer Bildhauer
- Frank Horvat (1928–2020), italienischer Fotograf
- Marcello Rosa (1935–2024), italienischer Jazzmusiker

Personen mit Beziehung zur Stadt:
- Franz Graf von Meran (1839–1891), morganatischer Sohn des Erzherzogs Johann und der Anna Plochl, in Opatija verstorben
- Wenzel Franz Jäger (1861–1928), Maler (Fischer-Szene vor Abbazia)
- Radojka Šverko (* 1948), Sängerin und Diva